# U.S. Men's Clay Court Championships 2022
U.S. Men's Clay Court Championships 2022 (còn được biết đến với Fayez Sarofim & Co. U.S. Men's Clay Court Championships vì lý do tài trợ) là một giải quần vợt thi đấu trên mặt sân đất nện ngoài trời.
Đây là lần thứ 52 giải U.S. Men's Clay Court Championships được tổ chức, và là một phần của ATP Tour 250 trong ATP Tour 2022. Giải đấu ban đầu diễn ra tại River Oaks Country Club ở Houston, Texas, Hoa Kỳ từ ngày 6 đến ngày 12 tháng 4 năm 2020, nhưng đã bị hoãn do đại dịch COVID-19 và được chuyển sang ngày 4 đến ngày 10 tháng 4 năm 2022.

## Nội dung đơn

### Hạt giống
| Quốc gia | Tay vợt         | Xếp hạng1 | Hạt giống |
| -------- | --------------- | --------- | --------- |
| NOR      | Casper Ruud     | 8         | 1         |
| USA      | Taylor Fritz    | 13        | 2         |
| USA      | Reilly Opelka   | 18        | 3         |
| USA      | John Isner      | 22        | 4         |
| CHI      | Cristian Garín  | 30        | 5         |
| USA      | Frances Tiafoe  | 31        | 6         |
| USA      | Tommy Paul      | 37        | 7         |
| USA      | Jenson Brooksby | 39        | 8         |

- Bảng xếp hạng vào ngày 21 tháng 3 năm 2022.

### Vận động viên khác
Đặc cách:
- Nick Kyrgios
- Jack Sock
- J.J. Wolf

Vượt qua vòng loại:
- Gijs Brouwer
- Christian Harrison
- Mitchell Krueger
- Max Purcell

Thua cuộc may mắn:
- Steven Diez
- Michael Mmoh

### Rút lui
Trước giải đấu
- Kevin Anderson → thay thế bởi  Daniel Elahi Galán
- Francisco Cerúndolo → thay thế bởi  Juan Pablo Varillas
- Lloyd Harris → thay thế bởi  Sam Querrey
- Adrian Mannarino → thay thế bởi  Steve Johnson
- Jaume Munar → thay thế bởi  Steven Diez
- Casper Ruud → thay thế bởi  Michael Mmoh
- Kwon Soon-woo → thay thế bởi  Denis Kudla

## Nội dung đôi

### Hạt giống
| Quốc gia | Tay vợt           | Quốc gia | Tay vợt         | Xếp hạng1 | Hạt giống |
| -------- | ----------------- | -------- | --------------- | --------- | --------- |
| AUS      | Matthew Ebden     | AUS      | Max Purcell     | 69        | 1         |
| MEX      | Santiago González | POL      | Łukasz Kubot    | 84        | 2         |
| AUS      | Nick Kyrgios      | USA      | Jack Sock       | 94        | 3         |
| MEX      | Hans Hach Verdugo | USA      | Austin Krajicek | 101       | 4         |

- 1 Bảng xếp hạng vào ngày 21 tháng 3 năm 2022.

### Vận động viên khác
Đặc cách:
- William Blumberg /  Max Schnur
- Nick Kyrgios /  Jack Sock

### Rút lui
Trước giải đấu
- Nicholas Monroe /  Frances Tiafoe → thay thế bởi  Nicholas Monroe /  Fernando Romboli
- Marcos Giron /  Hunter Reese → thay thế bởi  Pablo Cuevas /  Hunter Reese

## Nhà vô địch

### Đơn
- Reilly Opelka đánh bại  John Isner, 6–3, 7–6(9–7)

### Đôi
- Matthew Ebden /  Max Purcell đánh bại  Ivan Sabanov /  Matej Sabanov, 6–3, 6–3